# Cryptamorpha delicatula
Cryptamorpha delicatula is een keversoort uit de familie spitshalskevers (Silvanidae). De wetenschappelijke naam van de soort werd in 1888 gepubliceerd door Thomas Blackburn.